# Ionîci, Jovkva
Ionîci (în ucraineană Йоничі) este un sat în comuna Lîpnîk din raionul Jovkva, regiunea Liov, Ucraina.

## Demografie
Componența lingvistică a localității Ionîci
     Ucraineană (100%)
Conform recensământului din 2001, toată populația localității Ionîci era vorbitoare de ucraineană (100%).